# Alison La Placa
Alison La Placa (Newark (New Jersey), 16 december 1959) is een Amerikaanse actrice.

## Biografie
La Placa werd geboren in Newark (New Jersey) en groeide op in Chicago. Zij doorliep de high school aan de Stevenson High School in Lincolnshire (Illinois). Hierna studeerde zij af in drama aan de Illinois Wesleyan University in Bloomington (Illinois). Na haar studie verhuisde zij naar Hollywood voor haar acteercarrière.
La Place is in 1992 getrouwd.

## Filmografie

### Films
- 2010 15 Minutes – als Goldie
- 2001 Nathan's Choice – als pilote
- 1991 In the Nick of Time – als Susan Rosewell
- 1990 Madhouse – als Claudia
- 1986 Second Serve – als zangeres in nachtclub
- 1985 Murder: By Reason of Insanity – als Janet Landry
- 1985 Fletch – als medewerkster Pan Am
- 1984 Voyage of the Rock Aliens – als Diane
- 1983 Listen to your Heart – als Lynn

### Televisieseries
Uitgezonderd eenmalige gastrollen.
- 2008-2010 'Til Death – als Beth – 3 afl.
- 2008 Boston Legal – als Andrea Michele – 2 afl.
- 2007 Grey's Anatomy – als mrs. Nolston – 2 afl.
- 1997 Friends – als Joanna – 3 afl.
- 1995-1996 The John Larroquette Show – als Catherine Merrick – 7 afl.
- 1994 Tom – als Dorothy Graham – 12 afl.
- 1992-1993 The Jackie Thomas Show – als Laura Miller – 18 afl.
- 1991 Stat – als dr. Elizabeth Newberry – 6 afl.
- 1989-1990 Open House – als Linda Phillips – 24 afl.
- 1987-1989 Duet – als Linda Phillips – 54 afl.